# بروتينات الدم
بروتينات الدم هي البروتينات السائلة المتواجده في الدم، تركيزها المتوسط في الدم حوالي 7 g/dl.
يوجد لديهم العديد من الوظائف الحيوية.
- نقل الذرات كاره للماء، الحديد، ألبيومين وترانسفرين.
- المساعدة في عمليات تجلط الدم (فيبرينوجين، ثرومبين والانزيمات الأخرى).
- العمل كأنزيم (ألفا 1-أنتيتريبسين، وهرمونات مانعه التجلط).
- جسم مضاد - اجسام مضاده.
- هرمونات للغدد الصماء، غدة صماء.

من وظائفها الأخرى، حفظ ضغط الدم في الاوعية (ضغط جرمي) لكي يحفظ الدم في الاوعية الدموية.
الرحلان كهربائي هي عمليه لفصل البروتينات عن البلازما، عن طريق سرعه الهجرة للمركبات البروتينية بعملية الرحلان الكهربائي.

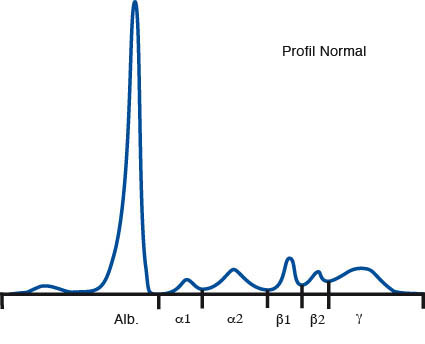
الملف الكهربائي العادي.